# Dinghuis (Deurne)

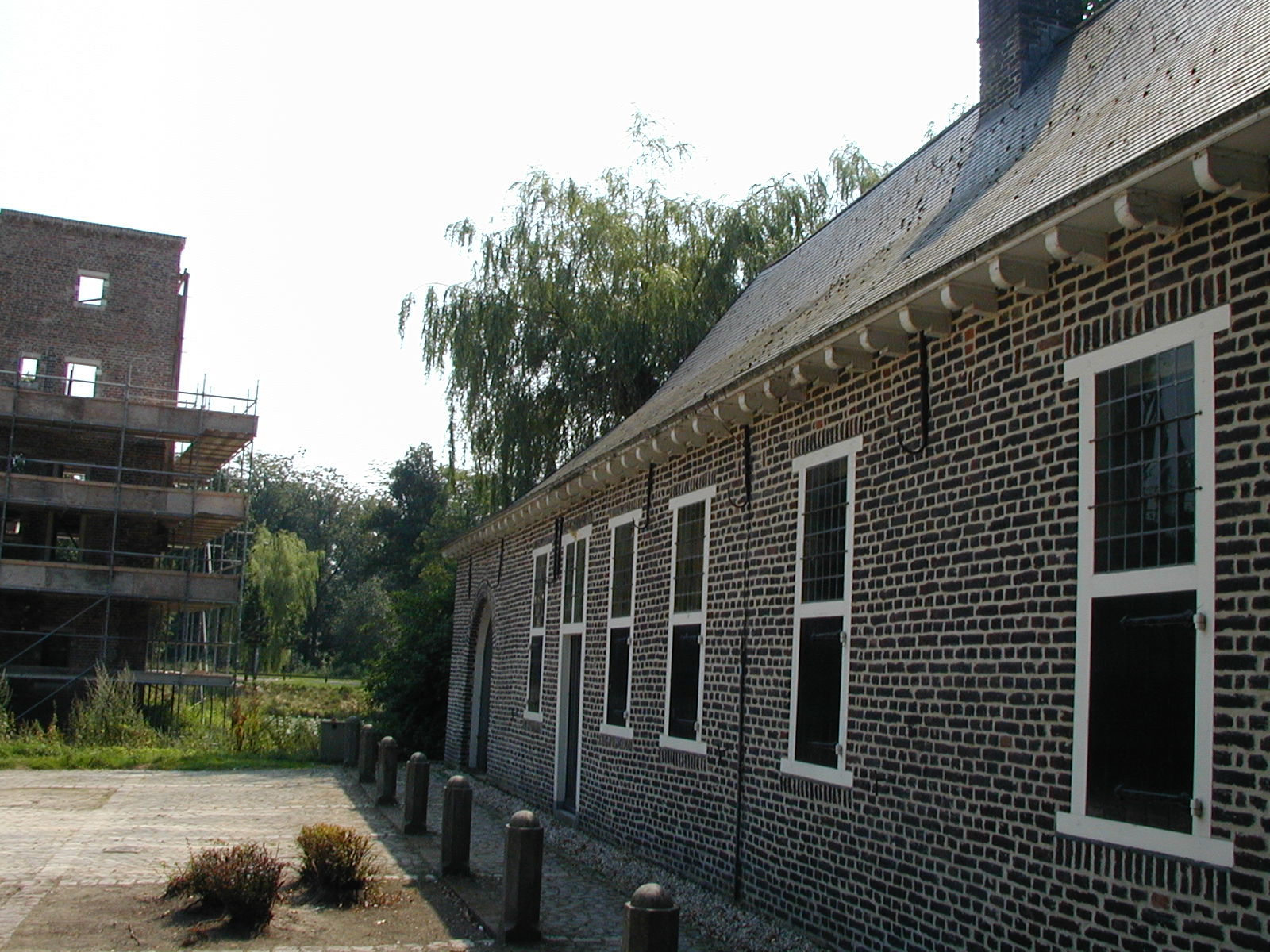
Het Dinghuis (2002)

Het Dinghuis is een in oorsprong zestiende-eeuws gebouw, gelegen achter het Groot Kasteel bij het dorp Deurne in de provincie Noord-Brabant.
Op de plaats van het Dinghuis stond vermoedelijk de neerhof van het Groot Kasteel, wellicht al vanaf het einde van de veertiende eeuw. De oudste bouwsporen van het huidige gebouw dateren uit de zestiende eeuw. Tijdens een restauratie zijn namelijk sporen van vakwerkbouw gevonden. Tijdens de zeventiende eeuw werden de muren vervangen door steen, en werd het pand in gebruik genomen als dorpsrechtbank. Die functie bleef het houden tot de Franse tijd, toen de dorpen niet meer zelf recht mochten spreken.
In de negentiende en het begin van de twintigste eeuw werd het als koetshuis, opslagruimte en stal gebruikt door de bewoner van het Groot Kasteel.
Na de Tweede Wereldoorlog werd het pand na een periode van verkrotting zeer ingrijpend gerestaureerd, waardoor het aanzicht van de gevel volledig veranderde. Het pand werd in 1965 in gebruik genomen als gemeentemuseum onder de naam Museum Het Dinghuis. Daarin werd de kunst, verzameld door Hendrik Wiegersma, tentoongesteld. Zijn zoon Pieter Wiegersma was oprichter en directeur. In 1976 verhuisde dit museum naar de voormalige woning van Hendrik Wiegersma, De Wieger, en ging er verder onder de naam Museum De Wieger. In het Dinghuis vestigde zich toen een handelaar die oude wapens restaureerde. In de negentiger jaren van de twintigste eeuw werd het pand in gebruik genomen als Vrije Academie voor lokale amateurkunstenaars.
Met de opheffing van de Vrije Academie in 2012 kwam het Dinghuis beschikbaar voor een andere bestemming. Het college van B & W gaf in december 2013 aan in principe akkoord te zijn met het verruimen van de gebruiksmogelijkheden naar horeca en terras. Voorwaarde was wel dat de monumentale waarde en de toeristische aantrekkelijkheid van het gebouw en de omgeving behouden bleven. De nieuwe eigenaar restaureerde in 2018 het pand en richtte het in als horecagelegenheid, waarbij de naam Het Dinghuis behouden bleef.
Op de bovenverdieping is een door de oudheidkamer van de heemkundekring ingerichte permanente expositie van voorwerpen die betrekking hebben op het kasteel en directe omgeving.